# Протесты в Армении (2015)
Протесты против повышений тарифов на электроэнергию в Армении также известные как «Электрик Ереван» (арм. Էլեկտրիկ Երևան) — массовые акции протеста, организованной в основном молодежью, которые произошли летом 2015 года против повышения тарифов на электроэнергию в Армении на 17 %.

## Название
В средствах массовой информации протесты фигурируют под разными названиями.
В The Guardian и Twitter для освещения протестов и комментирования событий, было использовано название #ElectricYerevan. Российские и украинские СМИ сравнивали протесты в Армении с протестами на Украине (2013—2014) и называли «Электромайданом», в российских СМИ также встречается «Энергомайдан» и «Революция розеток». Сами участники протестов указывали на то, что события не имеют общего с Евромайданом на Украине (см. фото).

## Предпосылки
9 июня 2015 года премьер-министр Армении Овик Абрамян заявил, что электроэнергия в Армении подорожает на 6,93 драма (16 %). К такому заключению пришла Комиссия по регулированию общественных услуг (КРОУ) Армении. 12 июня слушания по данному вопросу прошли в Национальном собрании Армении.
Экспертами было отмечено, что изначально ЗАО «Электрические сети Армении», являющееся 100-процентной дочерней компанией российской «Интер РАО», предложила повысить дневной тариф до 58,93 драма за 1 кВт×час электроэнергии вместо 41,85 драма, а ночной тариф — до 48,93 драма вместо 31,85 драма (1 доллар США = 473 драма). Таким образом, предлагалось повысить дневной тариф на 40 %, ночной — на 53,6 %. Компания накопила долг в размере $250 млн. В адрес «Электрических сетей Армении» неоднократно звучали обвинения в хищениях и плохом менеджменте.

## Начало протестов
Заседание КРОУ по вопросу повышения тарифов на электроэнергию было назначено на 17 июня. В этот же день студенческий союз АРФД «Никол Агбалян» провёл перед зданием КРОУ акцию протеста. Протестующие призвали КРОУ остановить заседание и заморозить тарифы на электроэнергию. По мнению участников акции, в случае повышения тарифов, население Армении будет вынуждено покрывать долги ЗАО «Электрические сети Армении». Протестующие держали в руках плакаты следующего содержания: «Грабеж в 365 млн драмов — на шикарные автомобили», «Грабеж в 381 млн драмов — на дорогие квартиры», «Грабеж в 161 млн драмов — на телефонные звонки». Представители «Никола Агбаляна» также предприняли попытку частично перекрыть проезжую часть дороги.
По сообщению полиции около здания КРОУ в Ереване 17 июня были задержаны 6 участников акции протеста против подорожания электроэнергии. Протестующие забросали здание яйцами и помидорами в знак протеста, произошла стычка между полицейскими и активистами.
КРОУ удовлетворила заявку ЗАО «Электрические сети Армении» о повышении тарифов. Согласно решению, с 1 августа дневной тариф на электроэнергию для населения в Армении повысился на 16 % — c 41,85 до 48,78 драма за 1 кВт электроэнергии.

## Развитие ситуации после повышения тарифов на электроэнергию
К 19 июня протесты охватили, помимо Еревана, города Гюмри и Ванадзор. В гюмрийской акции приняли участие несколько тысяч человек. На Театральной площади Гюмри протестующие заявили, что не намерены выплачивать долги, накопленные ЗАО «Электрические сети Армении», и, если решение о подорожании не будет отменено, они поднимут вопрос отставки правительства.
В тот же день в Ереване около 6000 человек собрались на очередную акцию протеста на площади Свободы. Участники акции пообещали двинуться к администрации президента в том случае, если решение КРОУ от 17 июня не будет отменено. Двое протестующих были задержаны.
Начиная с 20 июня акция приобрела характер сидячей забастовки. Протестующие установили на площади Свободы палатки. К лозунгам против повышения тарифов на электроэнергию и коррупции добавились требования национализировать энергетическую сферу Армении (ЗАО «Электрические сети Армении» на 100 % принадлежит российской компании «Интер РАО»).
Утром 23 июня полиция разогнала протестующих в центре Еревана, применив против них водомёты. 237 участников ереванской акции были задержаны, среди них — журналисты «Галы», «Радио Свобода», news.am и других СМИ. В отношении задержанных возбуждено уголовное дело по признакам статьи хулиганство. 7 протестующих получили ранения разной степени тяжести, также пострадали 11 полицейских. При разгоне акции в Гюмри были задержаны 12 человек.
В тот же день оппозиционная парламентская фракция Армянского национального конгресса выступила с критикой действий полиции и в знак протеста покинула парламент.
Вечером 23 июня протестная акция возобновилась. На площади Свободы в Ереване собрались около 10 000 человек. Митингующие были возмущены жестокостью полиции и потребовали выпустить активистов, задержанных утром того же дня, на это правительство ответило освобождением более двухсот человек, которые, как сообщалось, были допрошены в качестве свидетелей. К 22:00 численность митингующих на площади Свободы достигла 20 000 человек. Также, были построены баррикады из мусорных баков для обороны от полицейских водомётов в случае повторного разгона демонстрации.
Участники акции протеста в Ереване, собравшиеся на площади Свободы, двинулись в сторону резиденции президента Армении Сержа Саргсяна. На шествие пришли несколько тысяч человек.
Протестующих в Ереване поддержали несколько нынешних и бывших депутатов, а также представители армянского шоу-бизнеса. Политики и деятели культуры встали в живую цепь между полицейскими и демонстрантами на проспекте Баграмяна.
Ближе к ночи акции протеста продолжились на Театральной площади в Гюмри и в парке Арцаха в Ванадзоре, собрав приблизительно 1 000 и 400 участников, соответственно.
24 июня армянская пресса сообщила, что решение о повышении тарифов на электроэнергию будет отменено. Однако, эта информация была опровергнута пресс-секретарём КРОУ Мариам Степанян. Она заявила, что её представители не считают своё решение неверным. Степанян добавила, что члены КРОУ принимают решения после длительных обсуждений и действия комиссии экономически обоснованы. Также она заявила, что комиссия не ответственна за социальную обстановку в стране.
Также 24 июня к манифестантам в Ереване присоединились протестующие из Чаренцавана, направившиеся в столицу на автомобилях. Помимо Еревана, Гюмри и Ванадзора, акции протеста начались в городах Аштарак и Абовян. Протестующие армяне призвали жителей страны присоединиться к ним, и каждый день с 21:00 до 22:00 выключать в своих домах свет и все электрические приборы. Таким образом они хотят нанести экономический ущерб «Электросетям Армении», которые просили о повышении тарифов.
Политолог Грант Мелик-Шахназарян отмечает, что армянское экспертное сообщество и блогосферу раздражают попытки зарубежных СМИ, особенно российских и украинских, политизировать социальный протест в Армении. Ереванское бюро «Регнума» назвало попытки ряда российских СМИ связать протесты в Армении и Евромайдан «параноидальными публикациями».
25 июня премьер-министр Армении Овик Абрамян заявил о решении выплачивать компенсации малоимущим семьям в связи с подорожанием электроэнергии. «Посовещавшись с президентом Армении, мы подготовили решение, согласно которому для 105 тысяч необеспеченных семей или 400 тысяч граждан размер пособия будет повышен на 24 тысячи драмов (2640 рублей) в год. С целью смягчения последствий повышения тарифа для необеспеченных слоев населения правительство ежегодно будет предоставлять более 2,5 млрд драмов», — сообщил премьер-министр. Несмотря на это, акция протеста в Ереване и других городах Армении продолжилась.
Вечером 27 июня президент Армении объявил о решении отложить повышение энерготарифов. Протестующие в центре Еревана восторженно приняли решение президента. На проспекте Баграмяна зазвучала музыка, многие демонстранты принялись танцевать, празднуя победу.
4 июля, граждане, продолжающие перекрывать проспект Баграмяна в центре Еревана, выдвинули ультиматум. До 21:00 6 июля власти должны выполнить как минимум одно из их требований, в противном случае они начнут двигать баррикады из мусорных баков в сторону резиденции президента Армении Сержа Саргсяна, которая располагается на этом проспекте. Акция неповиновения получила название «Шаг вперед». С таким заявлением выступил один из членов координационной группы акции борьбы против подорожания электроэнергии Давид Санасарян. Основные требования собравшихся:

— отменить антисоциальное решение о подорожании электроэнергии;

— наказать совершивших насилие против мирных демонстрантов и журналистов 23 июня;

— сохранить тариф с тенденцией к снижению.

Вскоре стало известно, что Специальная следственная служба Армении возбудила уголовное дело после разгона акции протеста в Ереване 23 июня. Ведомство проверит материалы в СМИ, видео- и аудиозаписи о «специальных мероприятиях, которые были осуществлены 23 июня с целью прекращения шествия, а затем — сидячей манифестации на проспекте Маршала Баграмяна в Ереване». Дело возбуждено по случаям с превышениями полномочий и препятствованию деятельности журналистов.
6 июля полиция вновь разогнала митинг в центре Еревана. Протестующие были полностью оттеснены с проспекта Баграмяна в центре армянской столицы. В ходе разгона демонстрации были задержаны 46 человек. Полицейские разблокировали баррикады из мусорных баков, которые выстроили протестующие. Баррикады убрали за десять минут под возмущенные возгласы нескольких десятков демонстрантов, которые оставались на проспекте Баграмяна. После разгона протестующих по проспекту Баграмяна начали ездить автомобили.
29 июля протестующие остались без лидера.
11 сентября в Ереване состоялась ещё одна акция протеста.